# Vidius tesera
Vidius tesera is een vlinder uit de familie van de dikkopjes (Hesperiidae). De wetenschappelijke naam van de soort is voor het eerst geldig gepubliceerd in 1902 door William Schaus. Deze naam wordt wel beschouwd als een synoniem van Lerodea erythrostictus (Prittwitz, 1868).